# Démographie de Lyon
Pour un article plus général, voir Lyon.

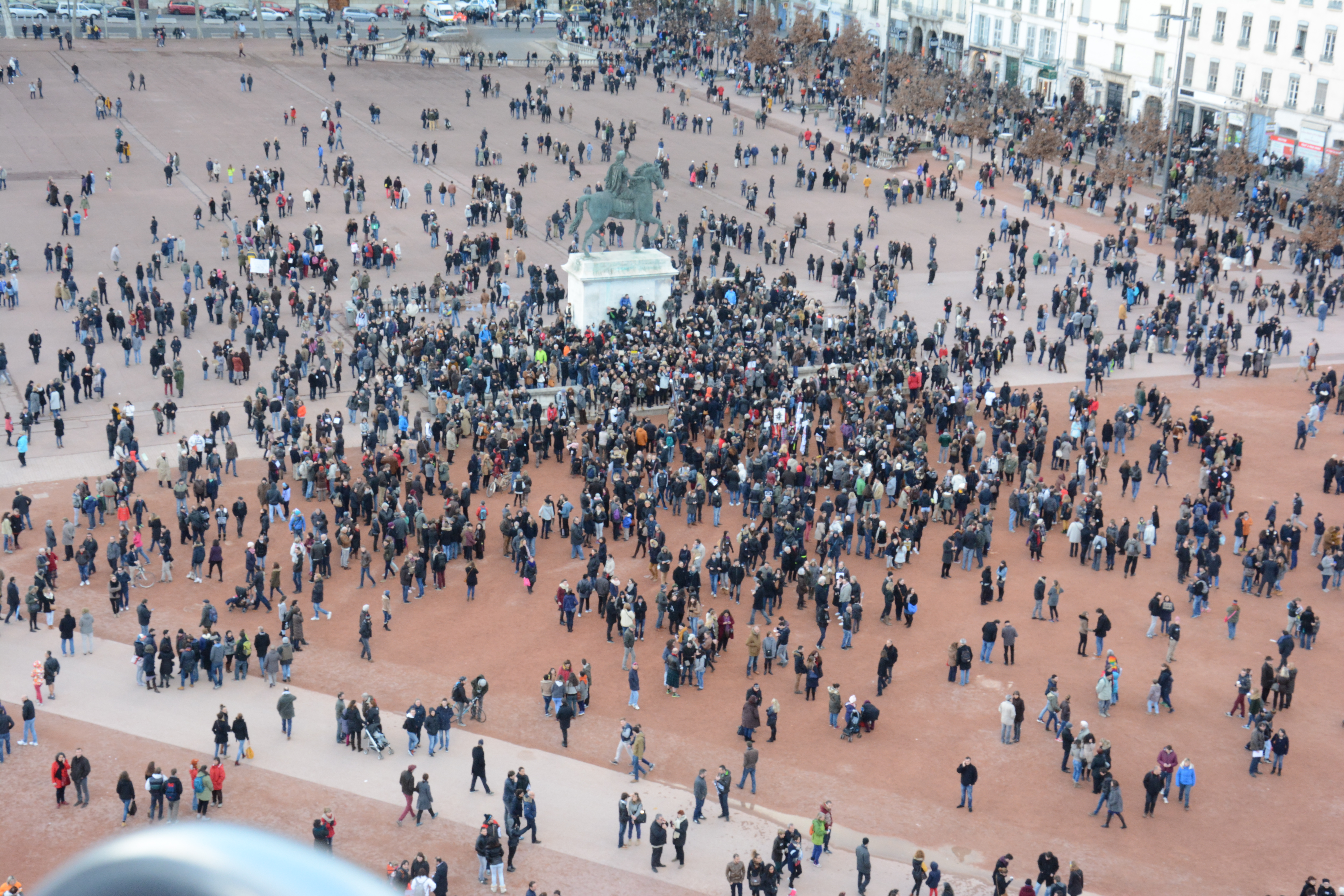
Lyonnais sur la place Bellecour.

La démographie de Lyon est l'étude de la population de la commune, mais aussi de l'agglomération de Lyon.

## Histoire démographique

### Dans l'Antiquité
Sous les Flaviens puis les Antonins (de 69 à 192), Lugdunum prospère ; sa population est estimée entre 50 000 et 80 000 habitants habitants, ce qui en fait l'une des plus grandes villes de la Gaule avec Narbo Martius (Narbonne).

### Au Moyen Âge
Avec la fin de l'empire romain, les ouvrages de génie civil sont endommagés ou pillés. En particulier, les aqueducs apportant l'eau potable à la ville deviennent rapidement inutilisables. Le Lyon médiéval est ainsi beaucoup plus réduit, délaissant entièrement les collines, et s'établissant en bord de Saône. Par ailleurs, non seulement l'espace central est beaucoup plus réduit, mais il est faiblement urbanisé. Les tenures des deux grands propriétaires ecclésiastiques du centre-ville (chapitre cathédral et paroisse Saint-Paul) ne sont occupées respectivement qu'à soixante et cinquante pour cent environ au début du IXe siècle. À cette date, le nombre total de tenures de la ville est de 1 144. Il est donc possible, en extrapolant les données démographiques de l'époque, d'estimer la population lyonnaise de ce siècle à seulement 1 500 habitants, dont environ 800 à 1 000 laïcs.
Le développement démographique et urbain du Lyon médiéval se fait aux XIIe et XIIIe siècles, sous l'impulsion du chapitre cathédral, des archevêques et plus généralement du développement de la fonction commerciale de Lyon. Cependant, à l'époque du rattachement de la ville au royaume de France (1312), Lyon n'aurait été qu'une petite agglomération de 3 300 feux, comme l'affirme l’Avisamenta destinée à chiffrer les réparations dues par le roi à l'archevêque pour les déprédations commises durant le siège de Lyon. Le document est cependant à considérer avec précaution : il est très partial car cherchant à minimiser ces réparations. En outre, il fait suite et répond à un autre document, émanant de l'archevêque, qui maximise au contraire les torts subis par la ville.
La fin du Moyen Âge est moins favorable à Lyon comme à la majorité des villes européennes, à cause de la guerre de Cent Ans et de ses conséquences (Grandes compagnies notamment), mais surtout de l'épidémie de peste noire de 1347-1348.

### À la Renaissance
À partir du creux démographique des années 1430-1440, la population de Lyon progresse régulièrement. Le médiéviste français Arthur Kleinclausz estime que la ville contient 25 000 habitants au milieu du siècle. La croissance est ensuite forte, pour arriver à environ 35 000 habitants vers 1520 et entre 60 000 et 75 000 au milieu du siècle,,. Cette augmentation est essentiellement due à l'immigration, issue de la Savoie, du Dauphiné et de la Bourgogne.

### De 1815 à 1914
En 1834, à la demande du maire de Lyon, est publié un "Nouvel Indicateur des habitants de la ville de Lyon" qui contient des données chiffrées commentées.. Le rapport décrit et analyse l’importance des variations de la population de 1791 à 1829 : « en 1791 la population était de 121 000 habitants. Les suites du siège de 1793 la réduisirent à moins de 80 900 ; en 1802 on compta 88 662 habitants. En 1827 la population stationnaire était de 97 439, la population flottante de 43 684 et celle des casernes et des hôpitaux de 8 600 soit un total de 149 723. 
On évaluait en 1829 ainsi qu’il suit la population des faubourgs formant des communes séparées : la Guillotière et les Brotteaux : 18 000 ; la Croix-Rousse avec les quartiers de Serin et de St Clair : 12 000, Vaise : 6000 soit au total 36 000. Cette population, jointe à celle de la ville portait à 185 273 la population totale de ce qu’on appelle Lyon dans la plus grande extension du terme. »

### AuxXXeetXXIesiècles
La principale caractéristique de la population de Lyon à partir du XXe siècle est qu'elle ne se concentre plus dans la seule ville de Lyon mais dans une agglomération, qui correspond à peu près au périmètre de la métropole de Lyon.